# مزاعم استخدام حماس للدروع البشرية
اتهمت إسرائيل حماس باستخدام دروع بشرية في قطاع غزة، قائلة: إن حماس حاولت عمداً حماية نفسها من الهجمات الإسرائيلية من خلال تخزين الأسلحة في البنية التحتية المدنية، وإطلاق الصواريخ من المناطق السكنية، ومطالبة السكان بتجاهل التحذيرات الإسرائيلية بالفرار. كما اتهمت إسرائيل حماس بالحفاظ على مخابئ القيادة والسيطرة والبنية التحتية للأنفاق أسفل المستشفيات. نفت حماس استخدام المستشفيات لحماية أي مركز قيادة، بينما سبق وأن أدلت بتصريحات معربة عن دعمها للفلسطينيين؛ الرافضين الفرار من المناطق؛ التي تستهدفها إسرائيل.
وفقاً لدراسة نشرها مركز تحويل قيادة الحلفاء (وهي قيادة عسكرية تابعة لحلف الناتو ومؤيدة لإسرائيل بغالبة أعضائها)، فإن الاستخدام الاستراتيجي للدروع البشرية من قبل جماعات مثل حماس يتوقف على استغلال هدف إسرائيل لتقليل الخسائر في صفوف المدنيين، وحساسية الرأي العام الغربي. ويسمح هذا التكتيك لحماس إما إتهام إسرائيل بارتكاب جرائم حرب في حالة وقوع إصابات بين المدنيين، أو حماية أصولها ومواصلة العمليات؛ إذا حد الجيش الإسرائيلي من رده العسكري. يعد هذا النهج مثالًا على"حرب القانون"، باستخدام المنصات القانونية والعامة لتحدي الخصم. قالت إسرائيل إن تصرفات حماس كانت مسؤولة عن سقوط ضحايا من المدنيين في غزة، وقالت جماعات حقوق الإنسان إنه حتى لو كانت حماس تستخدم دروعًا بشرية، فيجب على إسرائيل أن تلتزم بالقانون الدولي لحماية المدنيين.
حققت منظمة العفو الدولية في ادعاءات إسرائيل خلال الحرب على غزة (2008-2009) والحرب على غزة 2014 بأن: حماس استخدمت دروعاً بشرية، لكنها لم تجد أي دليل على مثل هذا الاستخدام. في تقريرها عن حرب 2008-2009، قالت منظمة العفو الدولية:- إنها -"خلافا للادعاءات المتكررة من قبل المسؤولين الإسرائيليين"- لم تجد أي دليل على قيام حماس بتوجيه المدنيين لحماية الأصول العسكرية، أو إجبار المدنيين على البقاء داخل أو بالقرب من المباني؛ التي يستخدمها المقاتلون. وجدت منظمة العفو الدولية أن حماس أطلقت صواريخ من مواقع قريبة للمدنيين، وهو ما قالت إنه يُعرض المدنيين للخطر، ويُمثل انتهاكًا لمتطلبات حماس باتخاذ جميع الاحتياطات اللازمة لحماية المدنيين من العمل العسكري، لكن هذا لا يشكل دروعًا بموجب القانون الدولي. في عام 2014، قالت منظمة العفو الدولية، فيما يتعلق بمزاعم إسرائيل المتكررة عن استخدام حماس للمدنيين كدروع بشرية، إنه "ليس لديها دليل في هذه المرحلة على أن المدنيين الفلسطينيين؛ قد تم استخدامهم عمداً من قبل حماس أو الجماعات المسلحة الفلسطينية خلال الأعمال العدائية الحالية "كدروع"لحماية مواقع محددة أو أفراد عسكريين أو معدات من الهجمات الإسرائيلية". قالت أيضًا إن حث حماس السكان على تجاهل التحذيرات الإسرائيلية بالإخلاء "ليس كمثل توجيه مدنيين محددين بالبقاء في منازلهم "كدروع بشرية" لحماية المقاتلين أو الذخائر أو المعدات العسكرية". قالت هيومن رايتس ووتش أيضاً إنها لم تجد أي دليل على أن حماس استخدمت دروعاً بشرية في صراع 2009. في عام 2023، ذكرت منظمة هيومن رايتس ووتش أن "حماس والجماعات الفلسطينية المسلحة الأخرى بحاجة لاتخاذ كافة الاحتياطات الممكنة لحماية المدنيين الخاضعين لسيطرتها من آثار الهجمات".

## تحليل الإتهامات الإسرائيلية
عميرة هاس، التي كتبت "وسائل الإعلام الإسرائيلية تصور الصراع بطريقة متحيزة"، كتبت عن الإتهام باستخدام الدرع البشري "إذا لم أكن مخطئة، فإن وزارة الدفاع تقع في قلب تل أبيب، وكذلك غرفة الحرب الرئيسية للجيش". "وماذا عن قاعدة التدريب العسكرية في جليلوت، بالقرب من المركز التجاري الكبير؟ ومقر الشاباك في القدس، على أطراف حي سكني؟ ... لماذا كل هذا مناسب لنا وليس لهم؟".
كتبت منظمة العفو الدولية، في تحليلها للحرب على غزة 2008، أنه على الرغم من أنه لا جدال في أن أسلحة حماس ومقاتليها؛ كانوا موجودين في المناطق المدنية، إلا أن ذلك في حد ذاته لا يُشكل درعًا بشريًا. وتقارن منظمة العفو الدولية بين الموقفين الفلسطيني والإسرائيلي، قائلة إن "قرب الجيش والأسلحة من المناطق المدنية؛ ليس أمرًا غير معتاد أيضًا في إسرائيل. حيث يقع مقر الجيش الإسرائيلي في منطقة مكتظة بالسكان في وسط تل أبيب. في عسقلان وسديروت وبئر سبع ومدن أخرى في جنوب إسرائيل... [و] في أماكن أخرى من البلاد، توجد قواعد عسكرية ومنشآت أخرى في المناطق السكنية أو حولها، بما في ذلك الكيبوتزات (المزارع الجماعية اليهودية) والقرى."